# Gemmule (éponge)
Une gemmule (du lat. gemma, bourgeon) est une forme hautement résistante de dormance métabolique qui apparaît chez les éponges marines et les éponges d'eau douce quand leurs conditions de vie deviennent difficiles. 

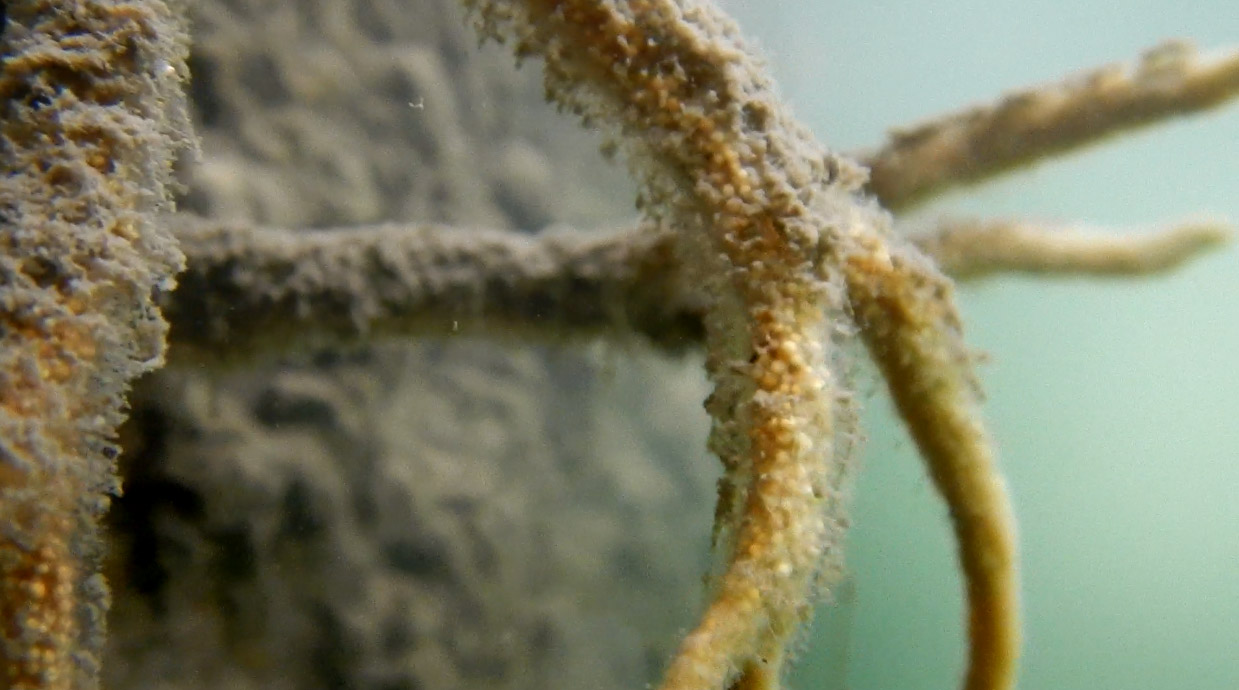
Gemmules.

La gemmulation est aussi l’une des formes de reproduction asexuée ; les gemmules peuvent en cela être comparées aux endospores formées par certaines bactéries ou aux statoblastes de bryozoaires.
La gemmulation a lieu en fin d'automne en chez les espèces de zone tempérée et en fin de saison des pluies ou toute l'année en zone tropicale et équatoriale.
Les gemmules ont généralement une forme de minuscule bille (ou granule), produites à l’intérieur même de l’éponge, dans le mésenchyme. Elles sont « libérées » à la mort de l’éponge ou restent collées au substrat et les unes contre les autres, puis quand les conditions sont redevenues meilleures, à partir de la gemmule, une nouvelle éponge se forme (on parle alors de « germination » plutôt que d'éclosion). Les gemmules présentent des tailles, formes, couleurs et surtout des microstructures spécifiques, propres à l’espèce qui les a produites ; elles peuvent donc être utilisées pour la détermination d’une espèce ou pour confirmer certaines déterminations. Les gemmules d'une même espèce et d'une même éponge peuvent cependant présenter un certain « polymorphisme »).

## Résistance

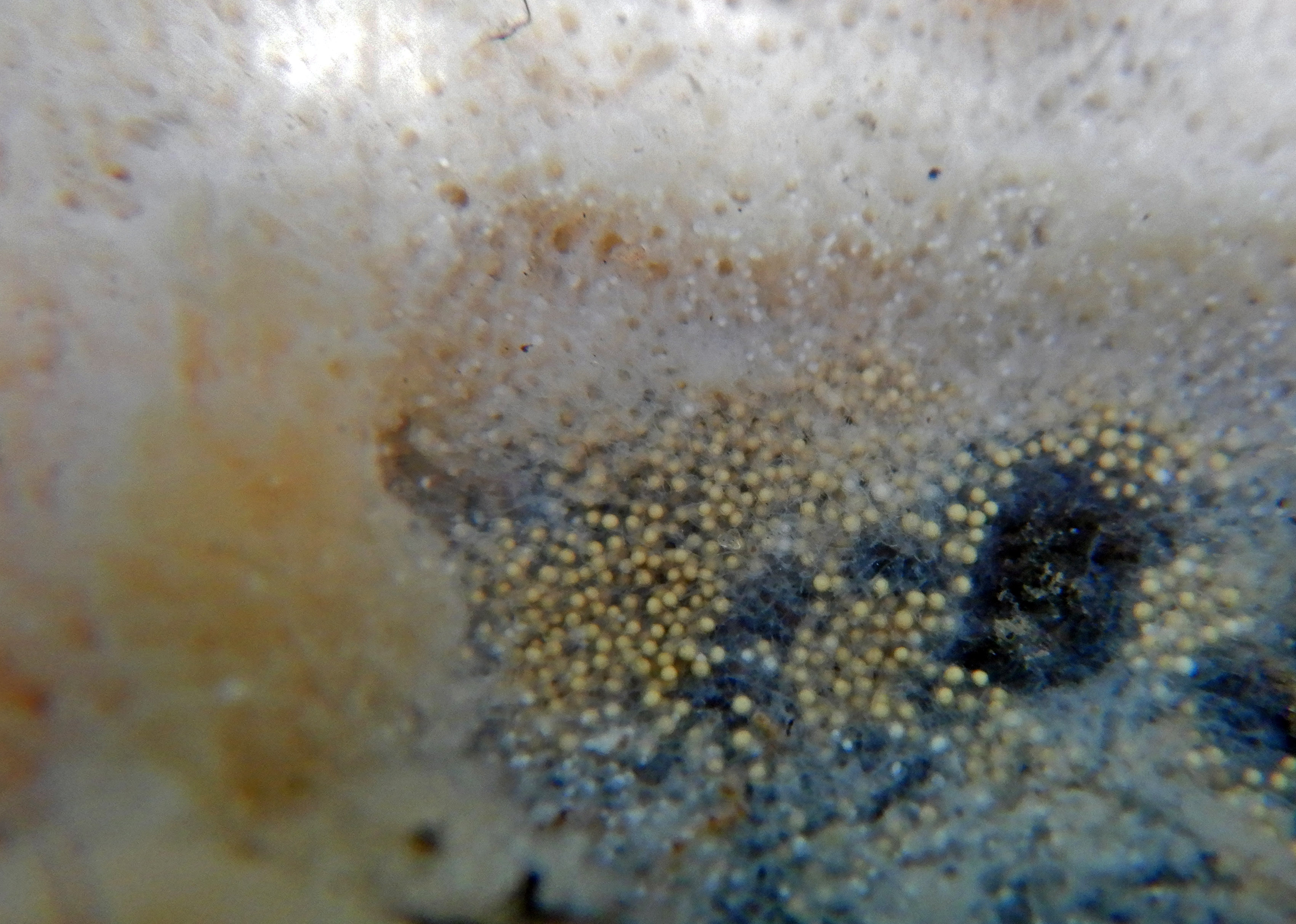
Formation des gemmules (ici mi-aout) sur une éponge d'eau douce dans l'Authie.

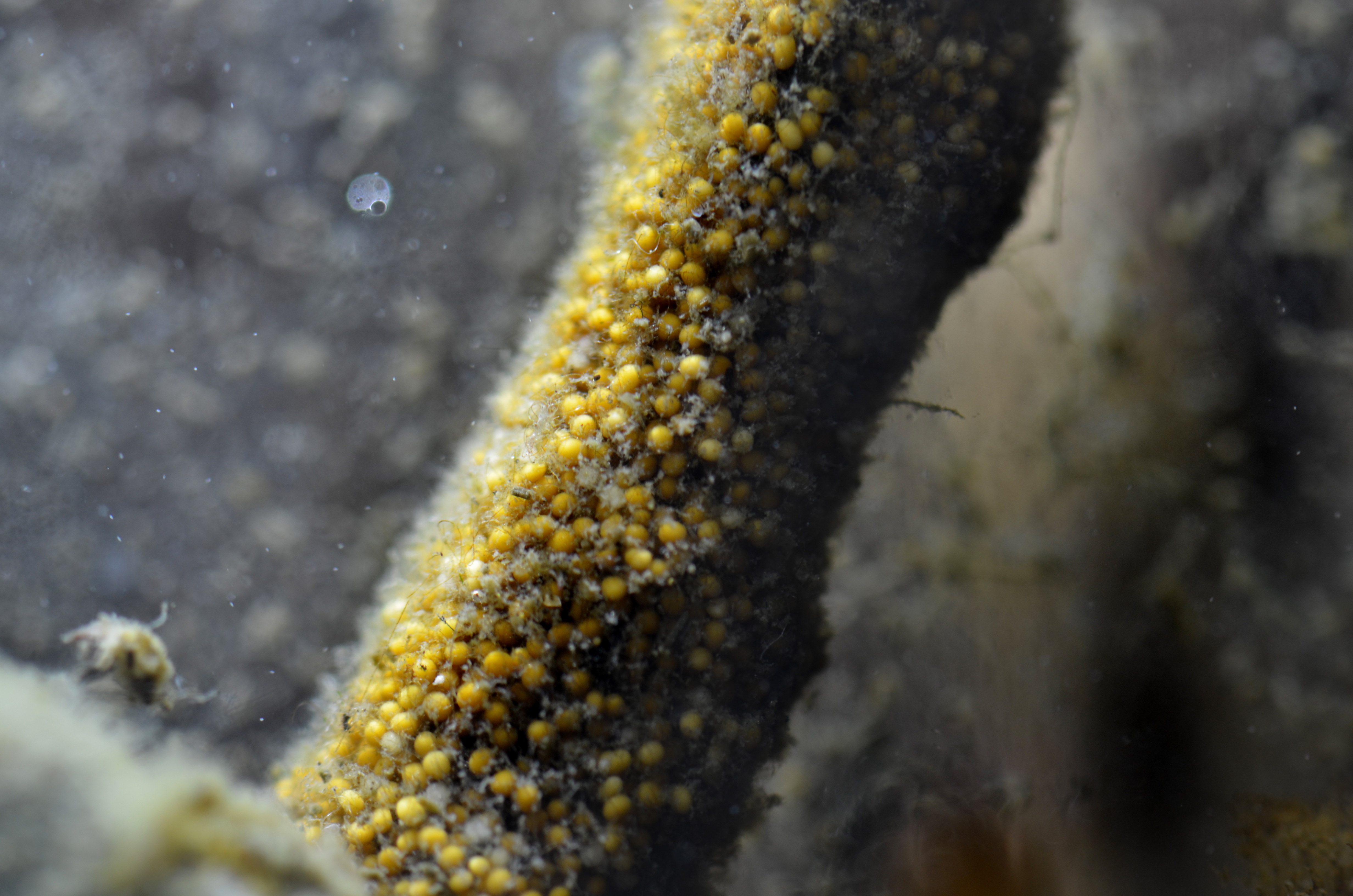
Gemmules (Spongilla lacustris).

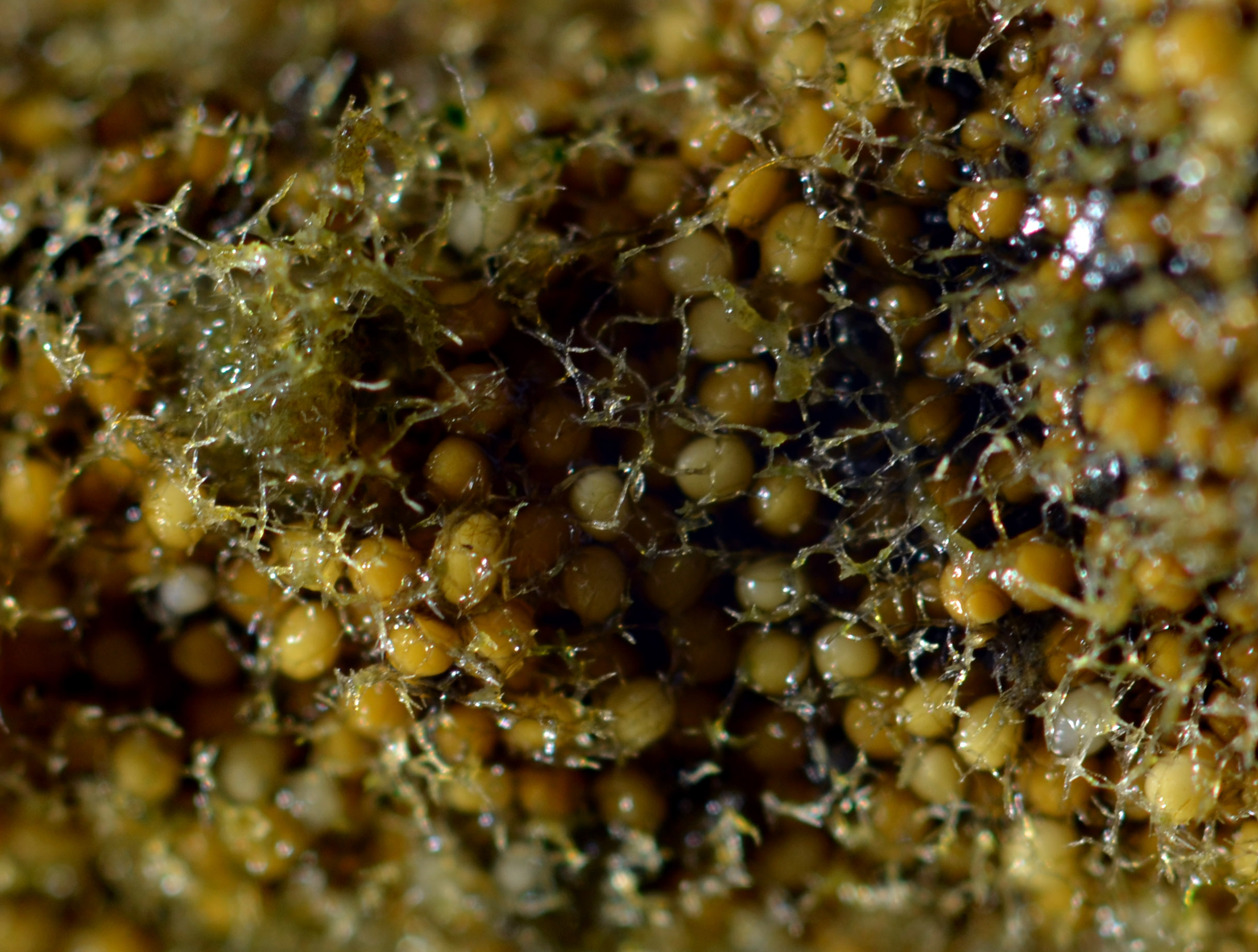
Gemmules (Spongilla lacustris).

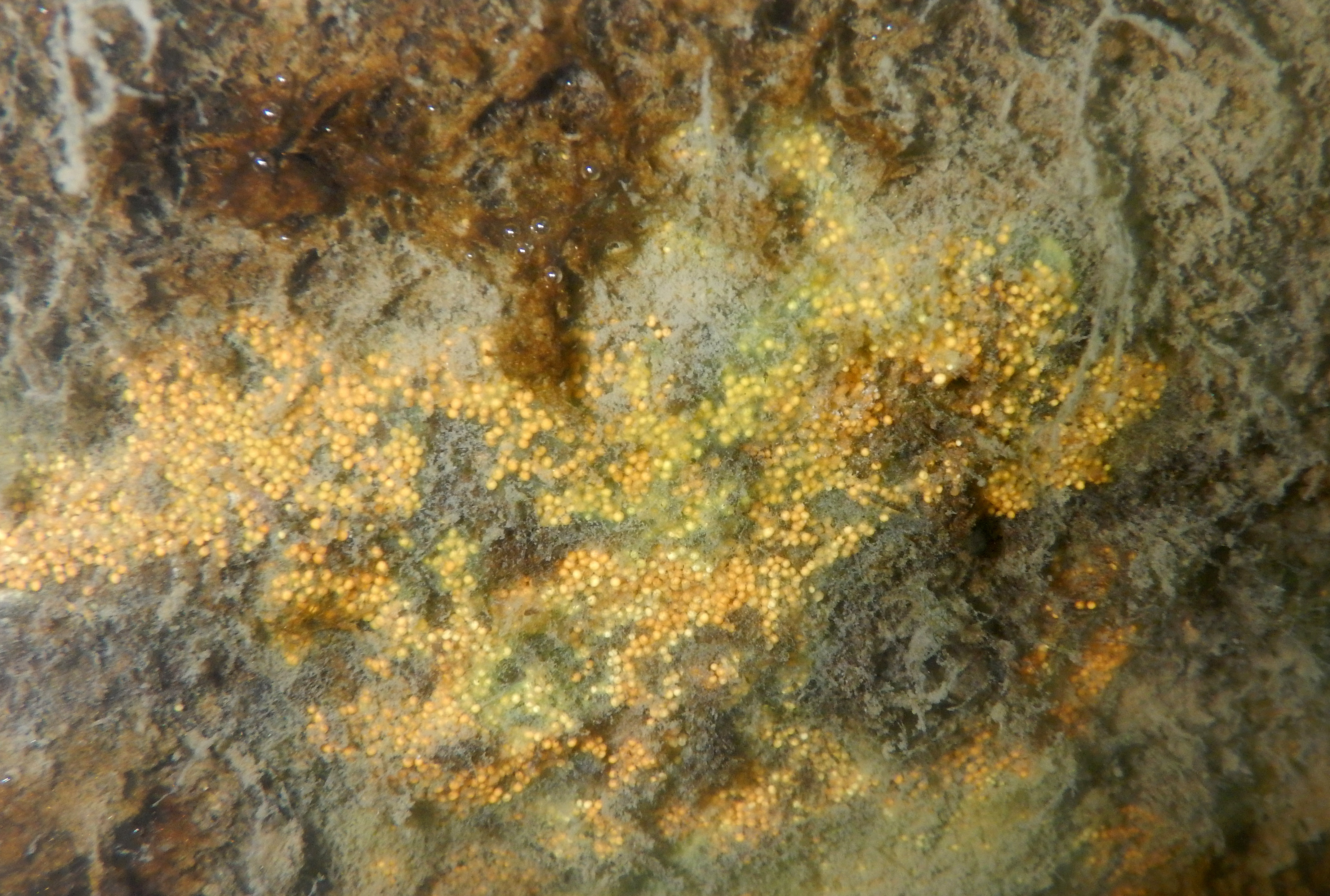
Gemmules (Spongilla lacustris).

Les gemmules sont réputées présenter - pour de longues périodes - une haute résistance à plusieurs facteurs de stress environnementaux :
- résistance au froid notamment[4] ; Par exemple, les gemmules de Ephydatia mulleri, une éponge trouvée dans les régions froides résistent à -80 °C durant 63 jours sans diminution du taux de « germination »[5]. L’incubation est ralentie quand on les expose à des températures inférieures à -27 °C[5] et Il existe une relation légère mais significative entre la taille de la gemmule et le temps qu’elle met à « germer » [5]. Pour ces raisons la gemmulation intéresse beaucoup les cryobiologistes[4].
- résistance à la dessiccation/déshydratation ;
- résistance à l'anoxie (eau) ;
- une certaine résistance à la radioactivité, qui varie selon l'espèce (une étude japonaise sur la radiosensibilité des stades quiescents de différents invertébrés a montré que la dose tuant 50 % des œufs ou propagules testés était 70 kR pour les gemmules de l'éponge d'eau douce Eunapius fragilis et de  130 kR pour les gemmules d’Ephydatia fluviatilis. Ceci montre que les gemmules de ces deux éponges sont nettement plus résistants aux rayonnements ionisants que les statoblastes du bryozoaire Pectinatella magnifica (dont la moitié meurent après une exposition à "seulement" 5 kR, mais un peu moins résistant que le rotifère Brachionus plicatilis pour lesquels la mortalité de 50 % des œufs nécessitent 180 kR. D'autres invertébrés ont des stades quiescents encore plus résistants, avec par exemple la petite crevette Artemia salina dont la moitié des œufs résistent encore à 350 kR[6].
- Les gemmules de Spongilla lacustris contiennent une teneur élevée en une protéine (Hsp70) connue pour être une protéine anti-stress[7].

## Fonctions

### Rôle dans la reproduction asexuée
Chez les éponges, la reproduction asexuée peut se faire de deux manières :
1. par bourgeonnement ;
2. par la production interne de gemmules, qui après la mort de l’éponge peuvent aussi jouer le rôle de propagules. Ce stade de la vie permet à l’espèce de survivre à des conditions difficiles (déshydratation, froid, absence de nourriture) et parfois de mieux se déplacer dans l’espace. Ce phénomène de dormance est et a été source de spéculations et de fascination chez les naturalistes comme chez van Leeuwenhoek en 1702. Quelques espèces comme certaines éponges d’eau douce produisent en fin de vie, à l’automne, de grandes quantités de gemmules. https://link.springer.com/chapter/10.1007/978-3-642-75900-0_1

### Rôle dans la propagation géographique
L'éponge adulte a des capacités de déplacement très limitées, mais à sa mort, le reste de l'éponge, supportant les gemmules peut se détacher du substrat et être emporté par le courant.

## La gemmulation

### Le processus de gemmulation
Il semble identique chez toutes les espèces d'éponges : 
- De petits amas cellulaires se créent dans le tissu de l'éponge par regroupement de deux types de cellules : des archéocytes et des trophocytes (cellules nourricières mobiles) apparus dans le mésohyle. Les archéocytes se nourrissent ensuite (par phagocytose) des trophocytes ; Le  cytoplasme de ces archéocytes augmente alors  en volume et s'emplit de « phagosomes » (restes de cytoplasme trophocytaire) ; ceci jusqu'à ce que tous les trophocytes soient consommés.
- Les phagosomes sont alors  transformés en plaquettes vitellines (réserve de nourriture) présentant un aspect morphologique caractéristique[8].
 Un épithélium de spongocytes se forme alors autour de cet amas cellulaire.  Cet épithélium sécrète une enveloppe (dite « coque gemmulaire ») formée d’une couche dense interne de spongine, d’une assise alvéolaire formée d’un réseau lâche de travées de spongine délimitant des alvéoles et d’une assise externe siliceuse dense
- La gemmule est mise en contact avec le milieu et plus ou moins lentement libérée lors de la décomposition de l'éponge.

### Les facteurs déclenchant la gemmulation
Dans les années 1960, les facteurs qui déclenchent la gemmulation sont encore inconnus (et ils le restent), mais au vu des données alors disponible R Raspont suppose que cette gemmulation pourrait hypothétiquement être induite :
- par l'accumulation dans l'éponge d'un certain matériel blastogénique.
- « par le truchement d'un agent diffusible, d'un inducteur chimique »

La fin de l’inhibition de l'éclosion des gemmules formées pourrait être due à un agent diffusible, éventuellement le même que ci-dessus.
IL a ensuite (en 1967) été démontré, par le même auteur, et son collègue I. Schmidt que la respiration des gemmules de spongillidae (Porifera) a un caractère photo-sensible. Le passage par une phase de froid contribue à l’éclosion de gemmules 

Il a été expérimentalement démontré chez une éponge d'eau douce (Spongilla lacustris) que certains cations divalents (Zn, Mn, Ba, Sr) inhibent le développement des gemmules dormantes. Cependant un apport en calcium supprime cet effet inhibiteur, ce qui peut laisser penser cet autre ion bivalent joue un rôle  pour la germination (division cellulaire) du gemmule.

Les cations bivalents inhibiteurs le sont respectivement à des concentrations efficaces différentes, ce qui suppose des affinités différentes de liaison pour des  sites récepteurs qui ne peuvent normalement lier le calcium. 

L'éthylène glycol bis (β-aminoéthyl éther) N, N-acide tétraacétique n'a pas d'effet sur le développement de gemmule à 15 °C mais il le stimule à 4 °C, ce qui montre qu’une dislocation du calcium endogène stimule la sortie de la phase de dormance. 

Le magnésium ne peut que partiellement remplacer le calcium pour bloquer l’effet inhibant de cation bivalent, ce qui montre une spécificité différente de cet ion dans le développement du gemmule. Le calcium est aussi essentiel à la motilité cellulaire lors du développement d’une éponge à partir d’un gemmule.
Une molécule, le 3′5′-cyclic AMP (ou cAMP) semble aussi jouer un rôle important ; sa diminution correspond au moment de la levée de la dormance des gemmules de l'éponge d'eau douce Spongilla lacustris, et si par l'adjonction d'amino-phylline, a on bloque la dégradation de cette molécule par l'enzyme cAMP-phosphodiesterase, la levée de dormance ne se produit pas. 

## Biosynthèse et composition des gemmules
Elles sont constituées d’amoebocyte entourées d’une couche dense de spicules entrelacées. 
Plus précisément, ce sont de petites structure sphériques (diamètre : 150 à 1 000 µm) entourée d'une couche protectrice formée de spicules particuliers dits « gemmosclères ». Chaque gemmule contient des amibocytes non encore différenciés (ou « archéocytes ») qui pourront produire une nouvelle éponge, clone de la « mère ».

### La vitesse et le déclenchement de la gemmulation
La plupart des gemmules sont produits en période de diapause (stade de ralentissement du métabolisme sous le contrôle de facteurs endogènes à l'éponge), puis elles doivent subir une période de vernalisation (après la mort de l’éponge, ou avant la fin de la diapause hivernale en zone froide ou tempérée). 
Un changement de concentration osmotique interne des gemmules pourrait déclencher la germination (si elle est maintenue au-dessus de 100 mOsm (par exemple à cause de sorbitol  (chez E. fragilis) et de myo-Inositol chez A. ryderi) la germination est inhibée. Au début de la phase de germination, le taux de sorbitol et de myoinositol chute à moins de 50 mM en 20 h (après l'initiation du processus de germination).  La division cellulaire, la synthèse de nouveaux spicules, la production d'un système de canal interne de circulation et le début de la germination semblent corrélés à la chute du niveau d'osmolyte sous un seuil de 50 mOsm. Le catabolisme du sorbitol ou du myo-inositol, en faisant chuter la concentration osmotique semble déclencher la germination. 
Un accroissement brutal de la température déclenche aussi la germination. Ainsi, des gemmules stockés à 8 °C restent en « sommeil » (état de quiescence), mais leur germination se produit en 24 heures seulement si la température de l'eau a été élevée à 22,5 °C. Peu après le début de la germination, le taux de protéine anti-stress ( hsp70) diminue pour peu à peu rejoindre le niveau habituellement trouvé chez l'éponge adulte.
La vitesse de gemmulation a aussi été étudiée à partir de spécimens d'éponges de l’espèce Ephydatia fluviatilis, de petite taille, mise en culture dans des boites de Petri, alimentées par des bactéries tuée. Les auteurs de cette étude ont conclu que la vitesse de gemmulation dépend de facteurs complexes, et notamment du nombre de gemmules dont est issue l'éponge mise en culture, ainsi que de la quantité et de la qualité de son alimentation. Ils notent aussi que « l’éclosion d'une gemmule au sein d'une éponge déjà différenciée accélère la production de gemmules par celle-ci », mais que cette éclosion in vivo ne se produit qu’à certaines conditions (en effet, l'éponge inhibe normalement la libération et la germination des gemmules jusqu’à sa mort).

## Histoire évolutive
La capacité à produire des gemmules pourrait avoir été acquise et développé dans des environnements éphémères et difficiles où la production de propagules dormantes et très résistantes est un phénomène courant, développé par de nombreuses espèces (on en trouve chez presque tous les groupes d'invertébrés et dans une grande diversité d'habitats, avec une exception notable chez les échinodermes).